# Larry Adler
Pour les articles homonymes, voir Adler.
Larry Adler, de son nom complet Lawrence Cecil Adler (né le 10 février 1914 à Baltimore (Maryland) et mort le 6 ou 7 août 2001 à Londres) est un harmoniciste, pianiste et compositeur américain.

## Biographie
Dans sa jeunesse, Larry Adler étudie la musique et le piano à la « Peabody School of music ». Il apprend l'harmonica en autodidacte. C'est sur cet instrument cependant, qu'encore adolescent, il commence sa carrière professionnelle. Sa virtuosité le fait vite remarquer et dès les années 1930, il est un musicien très demandé travaillant dans les studios, pour le cinéma (il est sous contrat avec la Paramount Pictures), sur les scènes de « vaudevilles »… Il se produit aussi sur des scènes prestigieuses, dont le célèbre « Carnegie Hall », et fait des tournées en Europe, au Moyen-Orient et en Afrique du Sud. Adler est aussi compositeur. George Gershwin, dont il est un ami, est son principal modèle. Toute sa vie, Adler cherchera à promouvoir la musique de ce dernier. Dans les années 1930-40, Adler est une « personnalité » importante de la scène artistique américaine et fréquente des acteurs comme Charlie Chaplin, Greta Garbo, Gloria Swanson, Salvador Dalí, Fred Astaire… La presse à potin lui prête même une liaison avec Ingrid Bergman.
Après guerre, lors de la « chasse aux sorcières » lancée par le sénateur Joseph McCarthy, ses « sympathies pour le communisme » le font mettre sur la « liste noire ». En 1949, il est obligé de s'exiler au Royaume-Uni. Il est, dans les années 1950-60, un musicien en vogue jouant aussi bien de la « variété », du jazz et de la musique classique. Il écrit aussi plusieurs musiques de films, dont en 1953 celle de Geneviève d'Henry Cornelius. Cette partition obtient une nomination en 1954 un « Academy award » mais, pour cause de Maccarthysme, est créditée au nom du directeur musical Muir Mathieson. Il travaille aussi pour la télévision (« Midnight Men »…) et la radio.
Après les années 1970, il ralentit son activité musicale. En 1993, il est invité par le musicien anglais Sting à jouer de l'harmonica chromatique sur la chanson Shape of My Heart de son disque Ten Summoner's Tales. À la suite de cette rencontre, un projet d'album se concrétise, initié par Jonathan Shalit (en), qui débouchera sur une collaboration d'Adler avec le producteur George Martin intitulée The Glory of Gershwin publiée l'année suivante. Ce disque orchestral reprend des chansons de George et Ira Gershwin interprétées par des chanteurs aussi différents que Sting, Elton John, Kate Bush, Robert Palmer, Chris de Burgh, Jon Bon Jovi, Issy Van Randwyck (en), Carly Simon, Cher, Elvis Costello, Oleta Adams, Lisa Stansfield, Willard White, Sinéad O'Connor et Meat Loaf. Peter Gabriel reprend la chanson Summertime et le saxophoniste Courtney Pine est invité pour en faire une seconde version, cette fois principalement instrumentale. Adler, qui célèbre ses 80 ans, joue des solos d'harmonica sur toutes les chansons et interprète Rhapsody in Blue en clôture de l'album. Toutes les pièces sont jouées en direct en studio.
Sa carrière d'harmoniciste de jazz est assez mince. Il a cependant enregistré avec des musiciens comme Paul Whiteman, Duke Ellington, Django Reinhardt entre autres. Plusieurs compositeurs « classiques » ont composé des œuvres pour lui : Ralph Vaughan Williams (Romance For Mouth-Organ, Piano And Strings, 1952), Malcolm Arnold, Darius Milhaud, Arthur Benjamin, Gordon Jacob, etc. Pour anecdote, il est aussi critique gastronomique pour la revue Harpers and Queen et auteur de textes et chroniques humoristiques.
Souffrant d'un cancer, il décède en août 2001 à l'Hôpital St Thomas de Londres.